# Condado de Varsóvia Ocidental
Nota linguística: Não confundir powiat (divisão administrativa) com hrabstwo (condado)..
O powiat de Varsóvia Ocidental (polaco: powiat warszawski-zachodni) é uma subdivisão administrativa da voivodia de Mazóvia da Polónia. A sede é a cidade de Ożarów Mazowiecki. Estende-se por uma área de 532,99 km², com 99 586 habitantes, segundo os censos de 2005, com uma densidade 186,84 hab/km².

## Divisões admistrativas
O powiat de Varsóvia Ocidental possui:
Comunas urbana-rurais: Błonie, Łomianki, Ożarów Mazowiecki
Comunas rurais: Izabelin, Kampinos, Leszno, Stare Babice
Cidades: Błonie, Łomianki, Ożarów Mazowiecki

## Demografia
População (dados de 30 de Junho de 2005):
|          | Total   | Total | Mulheres | Mulheres | Homens  | Homens |
| -------- | ------- | ----- | -------- | -------- | ------- | ------ |
|          | pessoas | %     | pessoas  | %        | pessoas | %      |
| Total    | 99 586  | 100   | 51 433   | 51,6     | 48 153  | 48,4   |
| Cidades  | 35 835  | 100   | 18 778   | 52,4     | 17 057  | 47,6   |
| Povoados | 63 751  | 100   | 32 655   | 51,2     | 31 096  | 48,8   |